# Hugo Albert Rennert
Hugo Albert Rennert, född 6 maj 1858 i Philadelphia, död där 31 maj 1927, var en tysk-amerikansk litteraturhistoriker.
Rennert, som var av tysk härkomst, blev filosofie doktor i Freiburg im Breisgau 1892 och blev samma år professor i romansk filologi vid University of Pennsylvania. Han studerade främst äldre spansk litteratur, och blev medlem av Hispanic Society of America och korresponderande medlem av Spanska akademien. Hans viktigaste verk behandlar det spanska nationaldramats historia, särskilt The Life of Lope de Vega (1904), av vilken det 1919 utkom en betydligt omarbetad spansk utgåva av honom själv och Américo Castro samt The Spanish Stage in the Time of Lope de Vega (1909). Dessutom ett par utgåvor av äldre spanska verk av Lope de Vega, Miguel Sánchez Requejo och Guillén de Castro, av den spanska Cancionero i British Museum (Erlangen 1896) och behandlande olikartade ämnen: The Spanish Pastoral Romances (ny utgåva 1912) och Macéas, o Namorado, a Galician Trobador (1900). Några hittills outgivna spanska dikter publicerade han i Revue hispanique (1897). I samma tidskrift 1907 finns hans avhandling The Staging of Lope's Comedies.